# プラトゥム・チュトン
プラトゥム・チュトン（泰: ประทุม ชูทอง、1983年10月26日 - ）は、タイ王国・ラノーン県出身の元同国代表サッカー選手。現役時代のポジションはディフェンダー。センターバックが本職だが両サイドバックもできる。

## 来歴
サッカー選手になる前はキックボクシング（ムエタイ？）の選手だった。ディフェンダーとしては身長は高くないが、フィジカルが強いアグレッシブな選手として知られている。
オーソットサパー・サラブリーFCで主力として活躍した後、2012年1月にブリーラム・ユナイテッドFCに移籍した。ブリーラムではAFCチャンピオンズリーグ2012、AFCチャンピオンズリーグ2013、AFCチャンピオンズリーグ2014に出場した。
2012年のAFCチャンピオンズリーグではグループリーグの全6試合に先発フル出場、2013年のAFCチャンピオンズリーグでは予選のブリスベン・ロアーFC戦から準々決勝のエステグラルFC戦までの全11試合の内、グループリーグ第5節のベガルタ仙台戦（途中出場）を除く10試合に先発フル出場した。
2020年2月11日、36歳で現役引退を発表。

## 代表
ヴィンフリート・シェーファー監督の下で、2014 FIFAワールドカップ・アジア予選を戦うタイ代表に選出された。2013年10月、AFCアジアカップ2015 (予選)メンバーに選出され、同月15日（A）、同年11月15日（H）の共にイラン戦に先発フル出場した。

## 個人成績
（2014年4月23日時点）
| 年度 | クラブ                     | 大会                    | 出場 | 得点 |
| ---- | -------------------------- | ----------------------- | ---- | ---- |
| 2012 | ブリーラム・ユナイテッドFC | AFCチャンピオンズリーグ | 6    | 0    |
| 2013 | ブリーラム・ユナイテッドFC | AFCチャンピオンズリーグ | 11   | 0    |
| 2014 | ブリーラム・ユナイテッドFC | AFCチャンピオンズリーグ | 5    | 0    |
| 通算 | 通算                       | 通算                    | 22   | 0    |

## 所属クラブ
ユース経歴
- 2003年 - 2006年  カセムバンディット・ユニバーシティFC（英語版）

シニア経歴
- 2007年  カセムバンディット・ユニバーシティFC（英語版）
- 2008年 - 2011年  オーソットサパー・サラブリーFC
- 2012年 - 2014年  ブリーラム・ユナイテッドFC
- 2015年 - 2016年  スパンブリーFC
- 2016年 - 2018年  チェンライ・ユナイテッドFC
  - 2018年 -  ラーチャブリー・ミトポンFC（期限付き移籍）
- 2019年  MOFカスタムズ・ユナイテッドFC

## タイトル
ブリーラム・ユナイテッドFC
- タイ・プレミアリーグ
  - 優勝 (1) : 2013
- タイFAカップ
  - 優勝 (2) : 2012, 2013
- タイ・リーグカップ
  - 優勝 (2) : 2012, 2013
- コー・ロイヤルカップ
  - 優勝 (2) : 2013, 2014
  - 準優勝 (1) : 2012
- トヨタプレミアカップ
  - 優勝 (2) : 2011, 2013
  - 準優勝 (1) : 2012